# Nitobe Memorial Garden

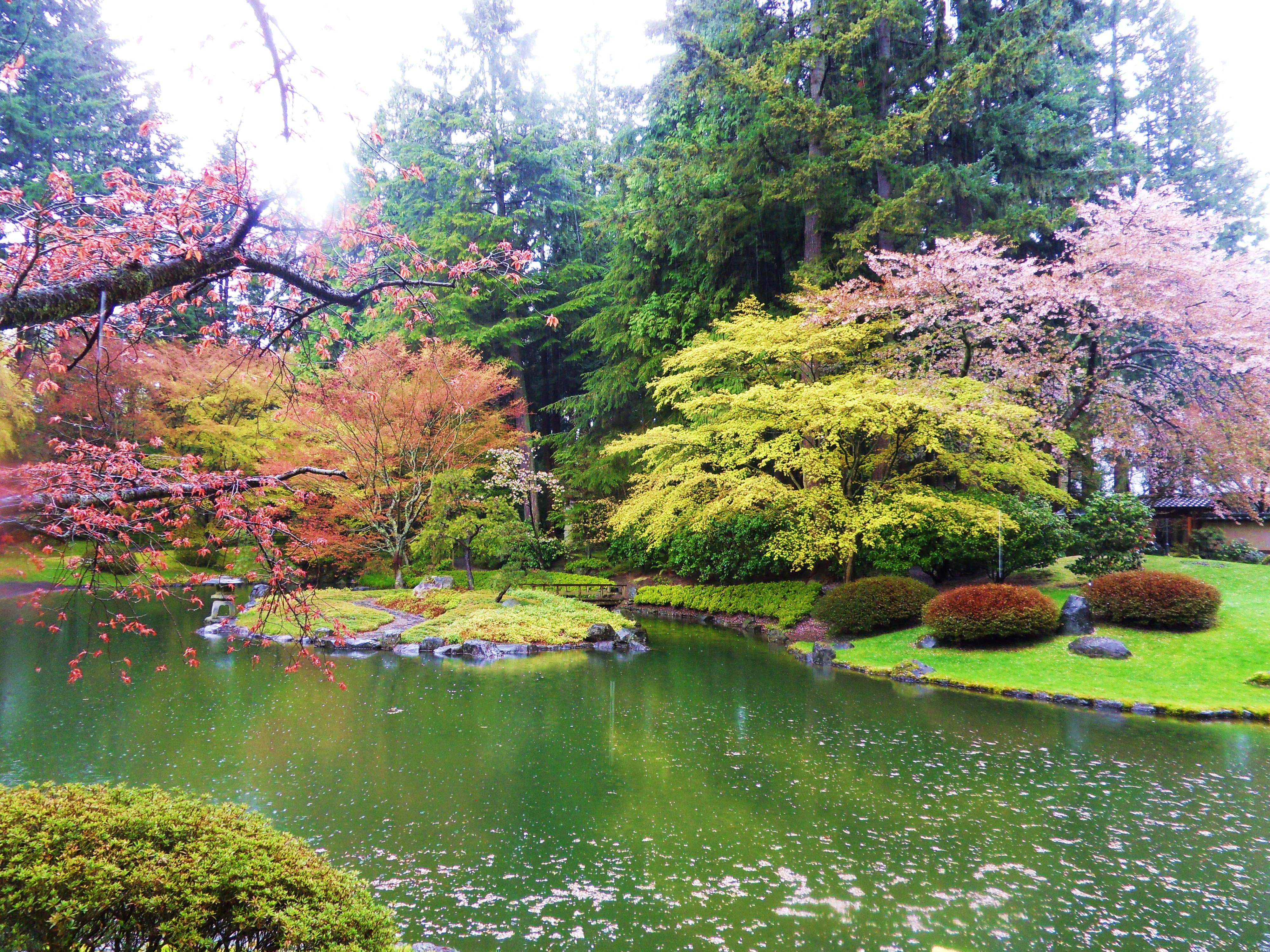
Nitobe Memorial Garden

Le Nitobe Memorial Garden est un  jardin traditionnel japonais d'un hectare situé dans l'enceinte de l'université de la Colombie-Britannique (UBC), juste à l'extérieur des limites de la ville de Vancouver, au Canada. Il fait partie du Jardin botanique et du Centre de recherche sur les plantes de l'UBC.
C'est l'un des jardins japonais les plus authentiques d'Amérique du Nord. Il rend hommage à l'auteur, éducateur, diplomate et homme politique japonais Nitobe Inazō (1862-1933), décédé à Victoria, en Colombie-Britannique (maintenant ville sœur de la ville natale Nitobe, Morioka) et dont le but était de « devenir un pont sur le Pacifique ». Il a même reçu la visite de l’empereur Akihito en 2009.
Le jardin a fait l'objet de plus de quinze ans d'étude par un professeur de l'UBC, qui croit que derrière sa construction se cache un certain nombre de caractéristiques à découvrir, comme des références à la philosophie et la mythologie japonaise, des ponts d'ombre visibles seulement à certaines périodes de l'année, et le positionnement d'une lanterne qui n'est entièrement au soleil que, chaque année, à la date et à l'heure exactes de la mort de Nitobe. Le jardin est situé derrière le Centre asiatique de l'université, qui est construit à partir de poutres d'acier provenant de Exposition universelle d'Osaka en 1970.

## Caractéristiques
Le jardin dispose d'un salon de thé japonais appelé Ichibō-an, entouré par un « jardin de thé » extérieur avec un banc d'attente et un jardin intérieur.
Le jardin comporte également plusieurs lanternes traditionnelles de différentes sortes, dont une représentant de la neige et la lanterne Nitobe, décorée avec des fleurs de lotus et un chien (signe de naissance de Nitobe), et portant l'inscription « IM, Inazo Nitobe, 1861-1933, apôtre de bonne volonté entre les nations; érigé par ses amis. »

## Galerie

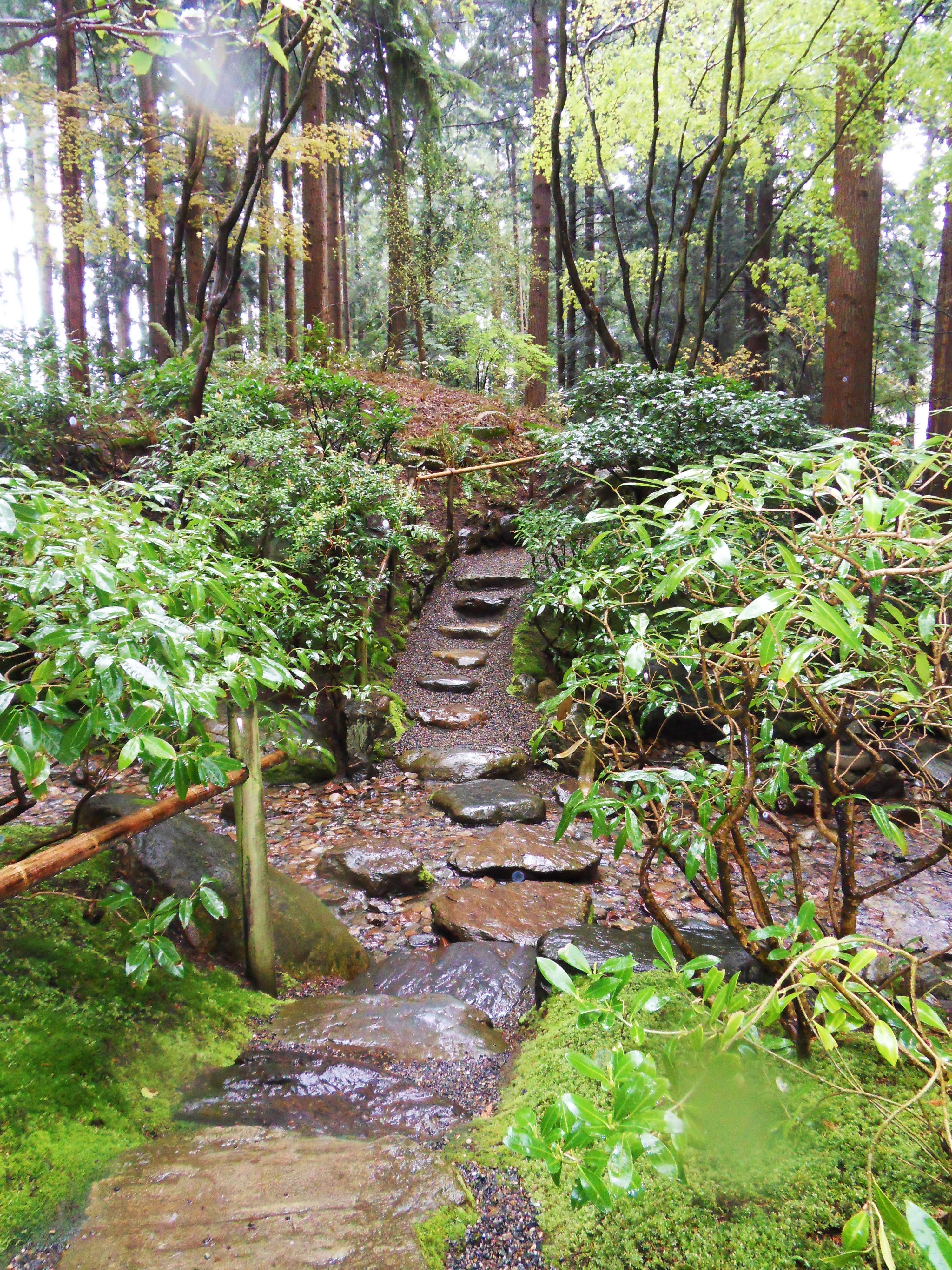
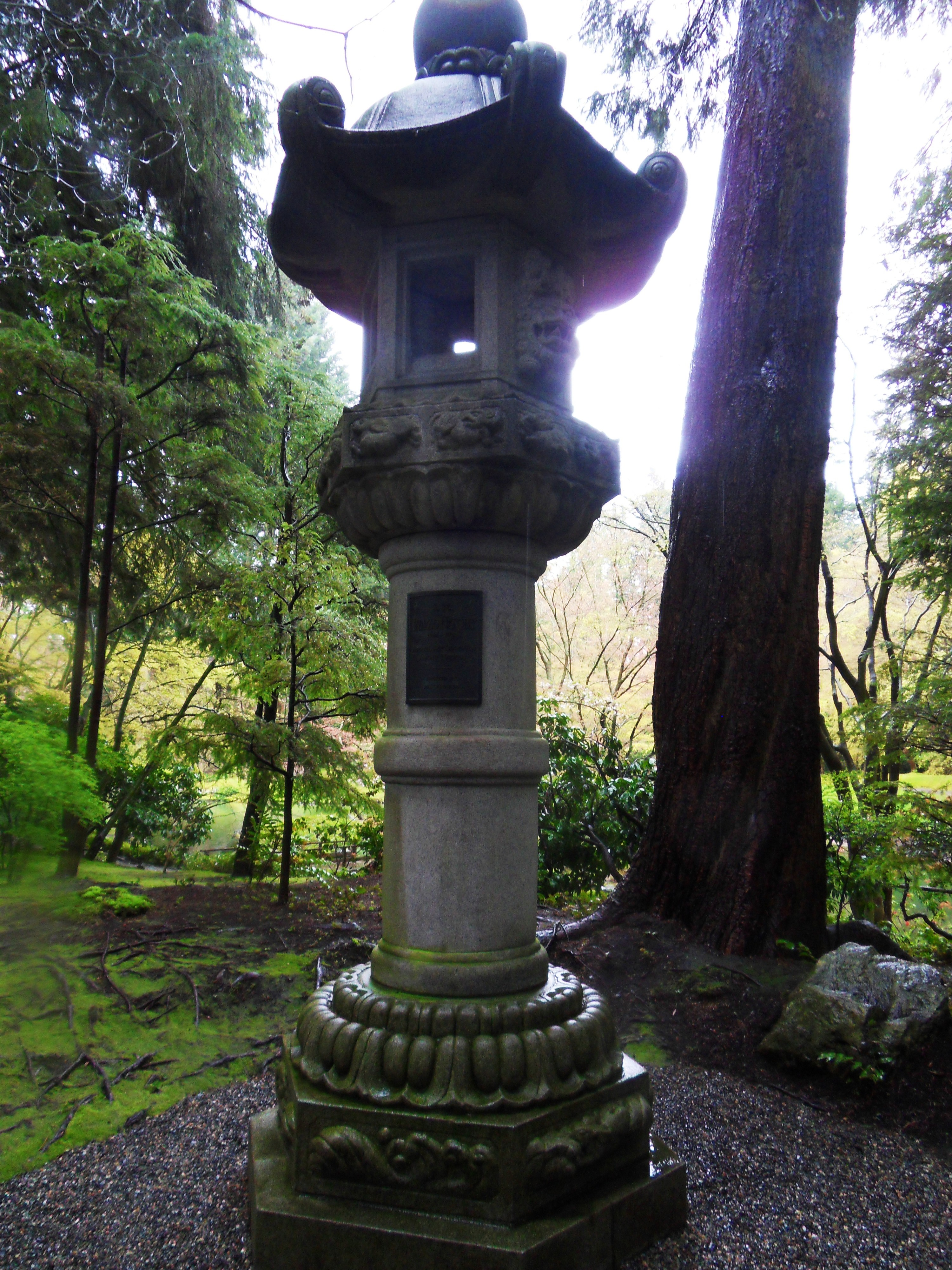
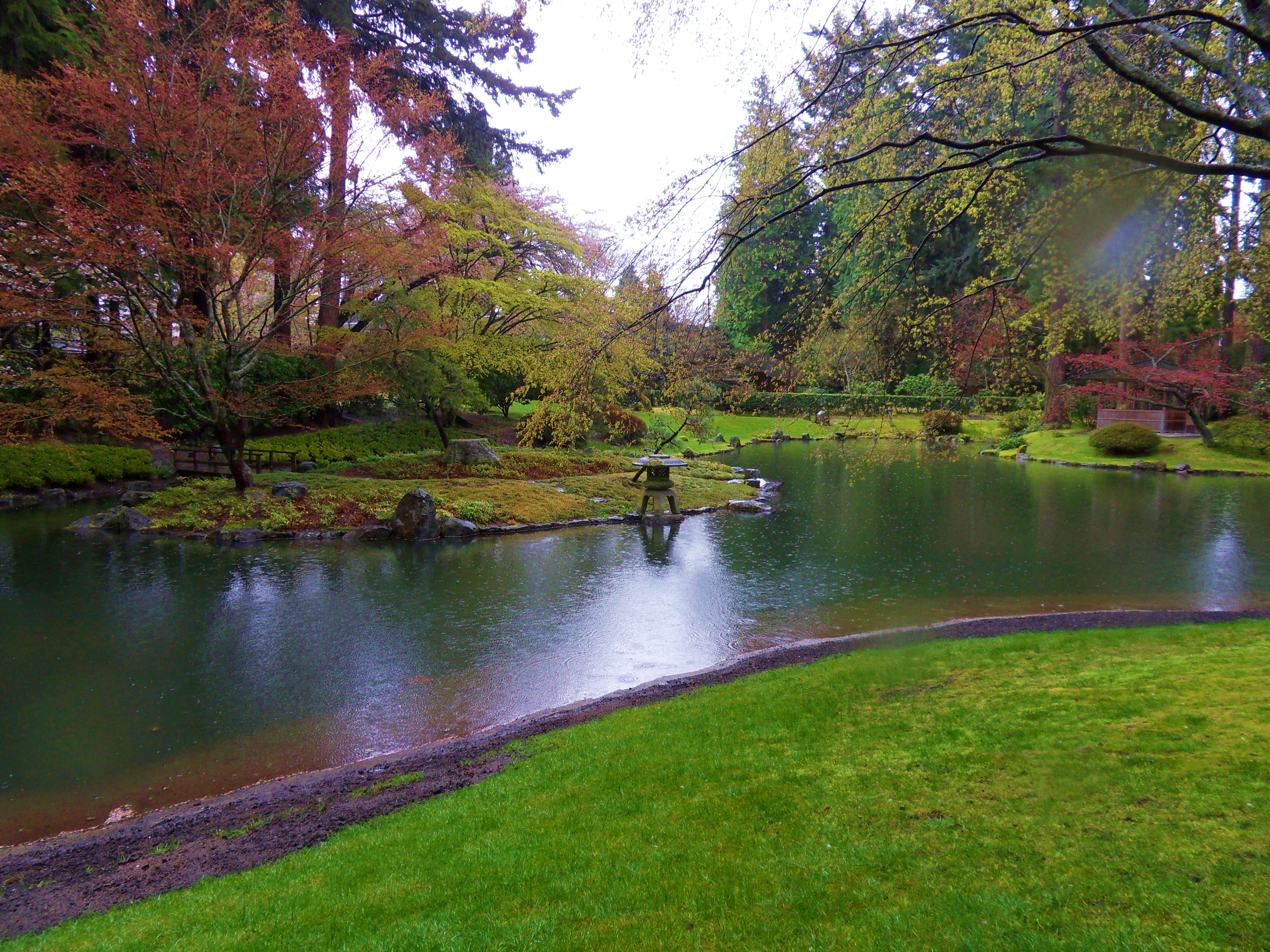

- (en) Cet article est partiellement ou en totalité issu de l’article de Wikipédia en anglais intitulé « Nitobe Memorial Garden » (voir la liste des auteurs).